# Boei (water)
Een boei is een drijvend lichaam met grote variatie aan vormen en doeleinden. Buiten het gebruik van boeien voor het veilig navigeren van wateren, worden ze ook gebruikt voor onder andere weersvoorspellingen en de studie van het klimaat. 
Een boei kan ofwel geankerd zijn of vrij rond dobberen. Het woord is afkomstig van het Middel-Nederlandse Boeye.

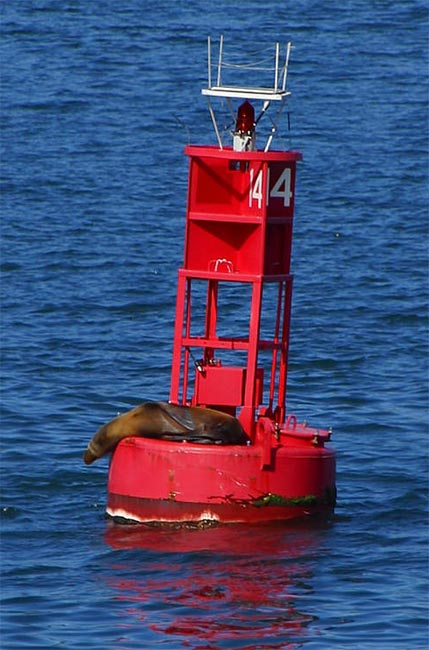
Een zeeleeuw op navigatieboei #14 in San Diego Harbor.

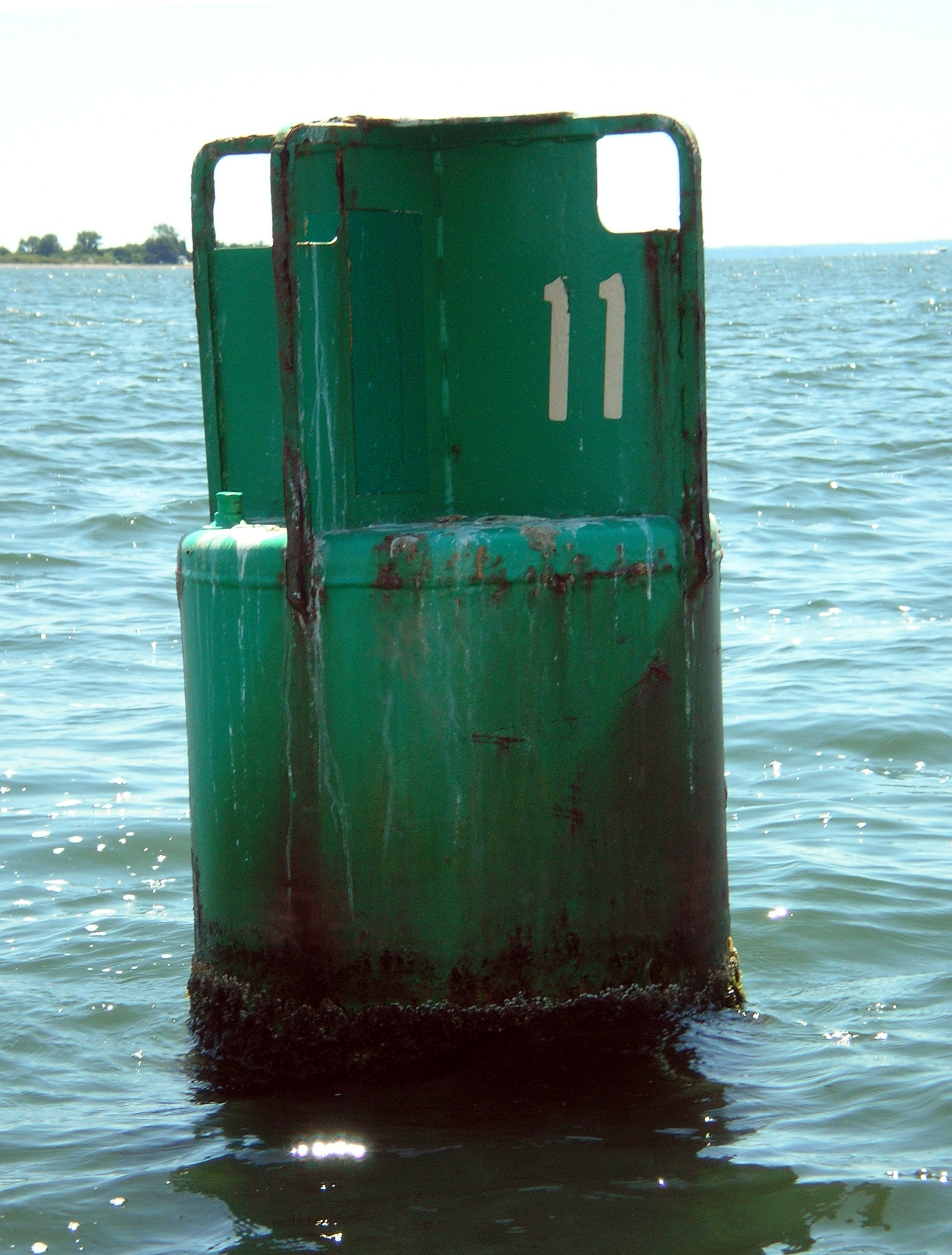
Een groene ton #11 nabij de monding van de Saugatuck-rivier.

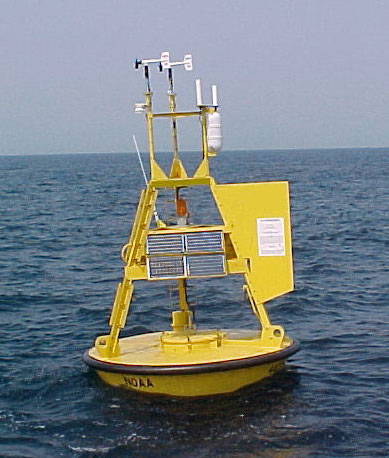
NOAA Weerboei

## Soorten
- Betonning – helpt bij het veilig navigeren door het afbakenen van een kanaal of een gevaar voor schepen. Sommige boeien zijn uitgerust met een bel of gong, lichten, reflectoren of dagmerken.
- Reddingsboei – is een hulpmiddel om een drenkeling boven water te houden. Sommige reddingsboeien hebben een licht of een rooksignaal. Vaak hangt er ook een touw aan waarmee de drenkeling aan boord of aan wal getrokken kan worden.
- Noodcommunicatieboeien voor duikboten – deze worden gebruikt om in geval van nood te kunnen communiceren.
- DAN-boei – heeft meerdere betekenissen:
  - Een grote boei die plaats biedt voor een licht en radiobaken om te helpen bij het navigeren van schepen.
  - Een reddingsboei met een vlag die wordt gebruikt op jachten en pleziervaart.
  - Een tijdelijke markering tijdens Deense ringzegenvisserij om het ander einde van het net te lokaliseren.
  - Een tijdelijke markering uitgezet door een mijnenveger tijdens het mijnvegen, om de grenzen van geklaarde mijnvelden, gevaren en ander plaatsen te markeren.
  - Een tijdelijke markering om een "man overboord"-positie te lokaliseren.
- Sonobuoy – wordt gebruikt door vliegtuigen om op duikboten te jagen door deze hiermee te detecteren. Wanneer de Sonobouy wordt geactiveerd, stuurt deze informatie terug door middel van radiogolven.
- Oppervlaktesignalisatieboei – of OSB wordt gebruikt om op het water de positie weer geven van een duiker door middel van een kleine boei met een vlag.
- Decompressieboei – gebruikt door duikers om hun positie weer te geven wanneer zij onder water bezig zijn met het decompresseren.
- Shotboei – gebruikt voor het markeren van plaatsen waar geduikt wordt. Dit helpt de duikers veiliger dalen in situaties met slechte zichtbaarheid en vergemakkelijkt het decompresseren.
- Markering voor veilig vaarwater of midvaarwaterboei – is een navigatieboei die de overgang van ondiep naar dieper water markeert.
- Laterale markering boei
- Aanlegboei – wordt gebruikt om een schip vast te leggen zonder dat dit aan wal vastgelegd moet worden.
- Ankerboei – wordt gebruikt om het einde van een 'tripping line' boven water te houden zodat de lijn gemakkelijker bereikt kan worden om het anker los te krijgen.
- Weerboeien – zijn uitgerust om luchtdruk, luchttemperatuur, windsnelheid en windrichting te meten. Wereldwijd drijven ca. 1250 weerboeien vrij rond in de oceaanstromingen en 400 zijn verankerd.[1] Per etmaal verrichten de boeien in totaal meer dan 40 000 weersobservaties,[2] die via een satellietverbinding zoals het Argo-systeem worden doorgestuurd. De posities van de vrij ronddrijvende boeien worden bepaald met behulp van gps. De weerwaarnemingen worden gebruikt voor weersvoorspellingen en het bestuderen van het klimaat.
- Tsunamiboeien – zijn boeien die verankerd zijn aan de bodem en informatie doorgeven als er plotselinge veranderingen zijn in druk in de oceaan. Zij worden gebruikt als een vroegtijdig tsunami-alarm in het Pacific Tsunami Warning Center en de Indische Oceaan.
- Spar-boei – is een lange, dunne boei, vastgemaakt aan de zeebodem, die rechtop drijft op het water. Vaak gebruikt voor het bestuderen van de oceaan.
- Argosondes – zijn boeien die hun drijfvermogen aan kunnen passen zodat ze zinken tot 2 000 meter onder de zeeoppervlakte. Daar meten ze het zoutgehalte en temperatuur. Na 10 dagen komen ze terug naar boven, zenden de informatie door via satelliet, en zinken dan terug.

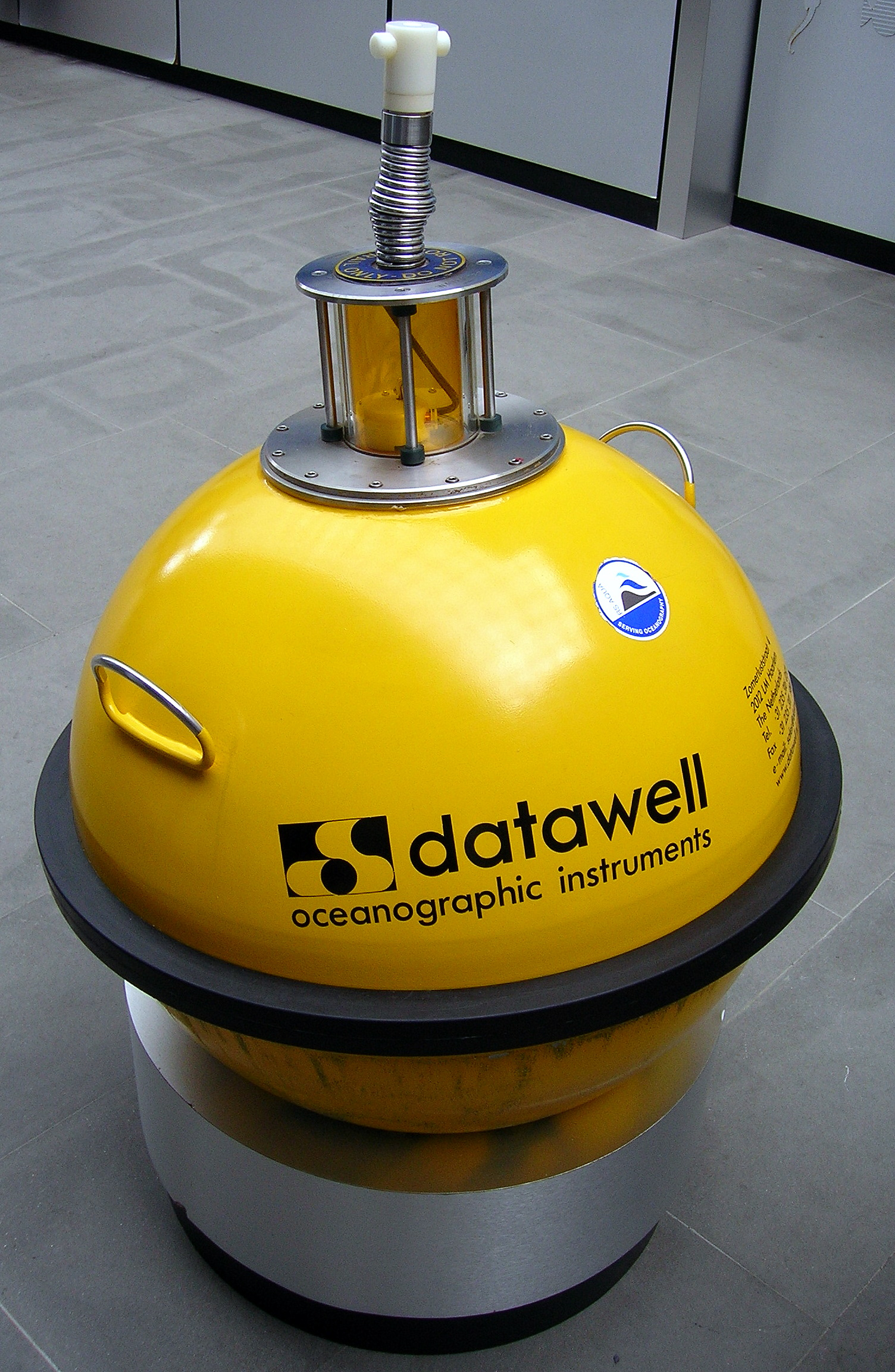
Golfmeetboei (Waverider)

- Golfmeetboei (Waverider)Golfmeetboei - wordt gebruikt om beweging van het zeeoppervlak te meten. De hoogte, periode en golfrichting worden hier gemeten. Deze boeien werken door de versnelling van de boei te meten en daaruit de golfbeweging af te leiden.
- Ice marking buoy – wordt gebruikt voor het markeren van gaten in het ijs op meren en rivieren, zodat sneeuwscooterbestuurders er niet in zou rijden.
- Marker buoy – wordt gebruikt in zeeoorlogvoering, vooral anti-duikboot-oorlogvoering, door middel van pyrotechniek geeft het een fel licht en rook af. Deze boei is 76 mm in diameter en ongeveer 500 mm lang. Hij activeert wanneer hij in aanraking komt met zeewater waar hij een tijd brandt tot hij zinkt of dooft.
- Boeien voor kreeftenvallen – zijn fel gekleurde boeien die gebruikt worden voor het markeren van kreeftenvallen. Zo kan de kreeftenvisser deze makkelijker lokaliseren. Elke visser heeft zijn eigen kleurmarkering of registratienummer zodat ze weten welke val aan wie toebehoort. Ze mogen enkel hun eigen vallen ophalen en moeten hierbij hun kleurcode of registratienummer duidelijk markeren op hun boot. Zo kan de autoriteit duidelijk zien welke vallen ze elk binnen mogen halen. De markeringen zijn zeer goed zichtbaar zodat in slechte condities zoals regen, mist, zeemist ze nog goed zichtbaar zijn.
- Target buoy – wordt gebruikt als doelwit voor training met echte munitie door de Zeemacht en Kustmacht. Gewoonlijk wordt dit doelwit onder vuur genomen door antitankgeschut, snelvuurgeschut van 20 mm to 57 mm.
- Markeerboei – een boei die aangeeft waar een wrak ligt dat gevaarlijk is voor navigatie omdat het niet gezien kan worden.
- Self-locating datum marker buoy (SLDMB) – is een boei die meedrijft met de stroming door middel van slierten van 30 tot 100 cm lang. Hij geeft om de zoveel tijd zijn positie door waardoor de stroming in een bepaald gebied gemeten kan worden. Deze boei is ontworpen voor gebruik vanaf een boot of vliegtuig van de U.S. Coast Guard in een search and rescue. Door de kleine oppervlakte boven het wateroppervlak geeft de SLDMB de stroming beter weer.
- De space buoy wordt herhaaldelijk aangehaald in sciencefiction. Het verwijst naar een stationair punt in de ruimte. Aan de hand daarvan verkrijgen we waarschuwingen voor dat gebied en een manier voor navigeren.
- Bij wedstrijdzeilen worden er vaak boeien gebruikt waar de schepen rond moeten varen.

## Galerij

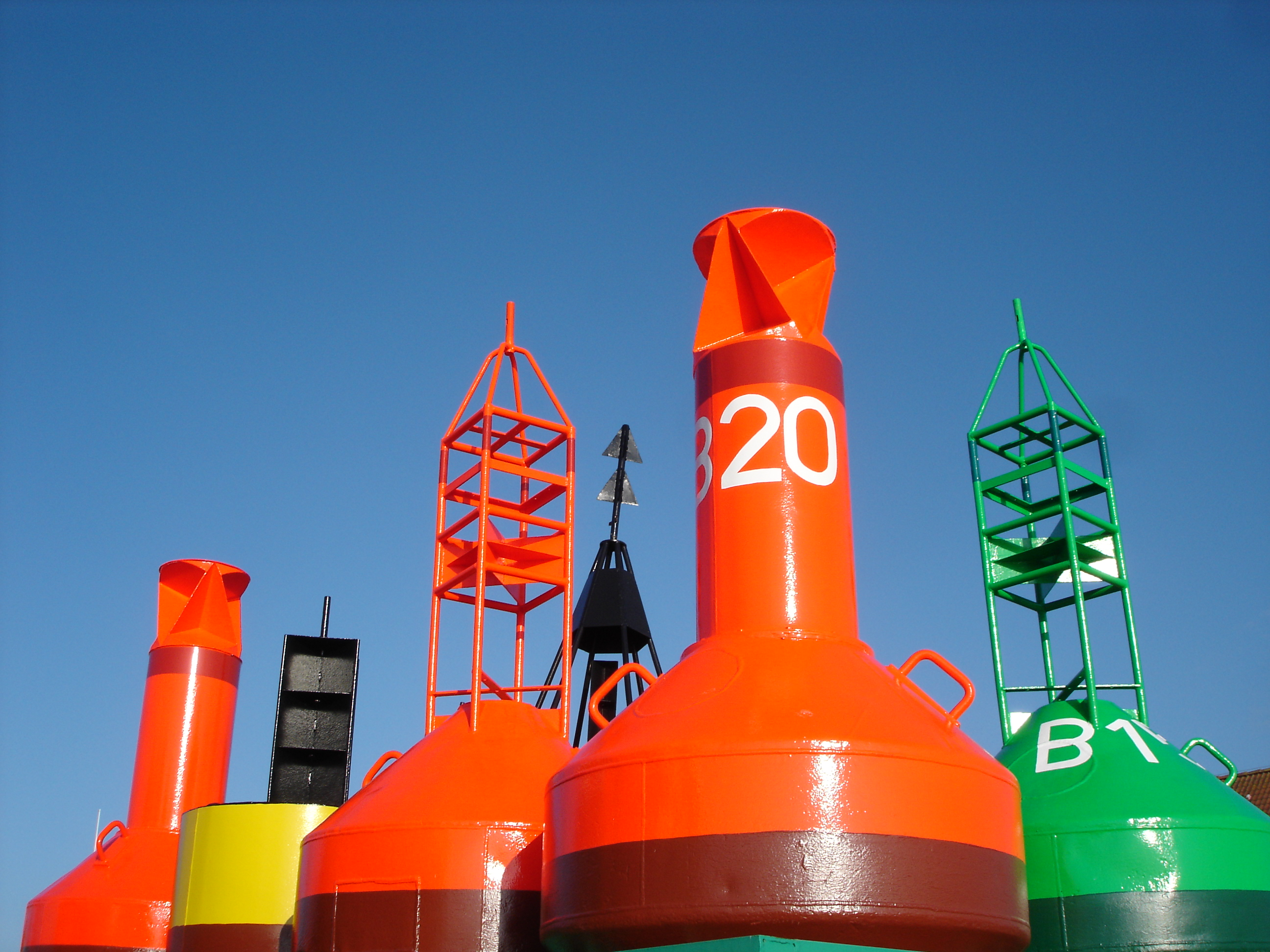
Verschillende boeien in opslag.
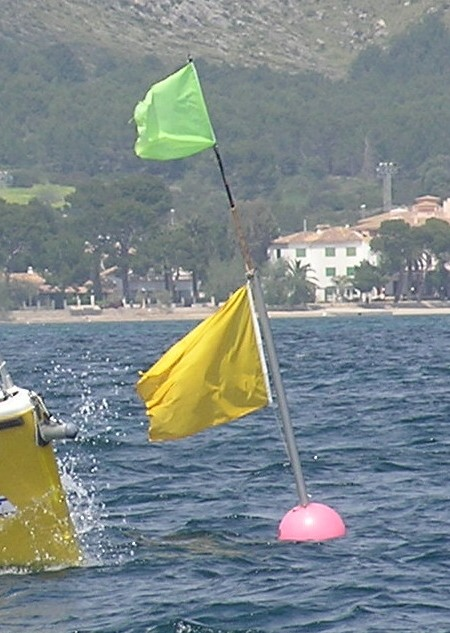
Een boei gebruikt bij wedstrijdzeilen.A buoy used as turn marker for sailing races.
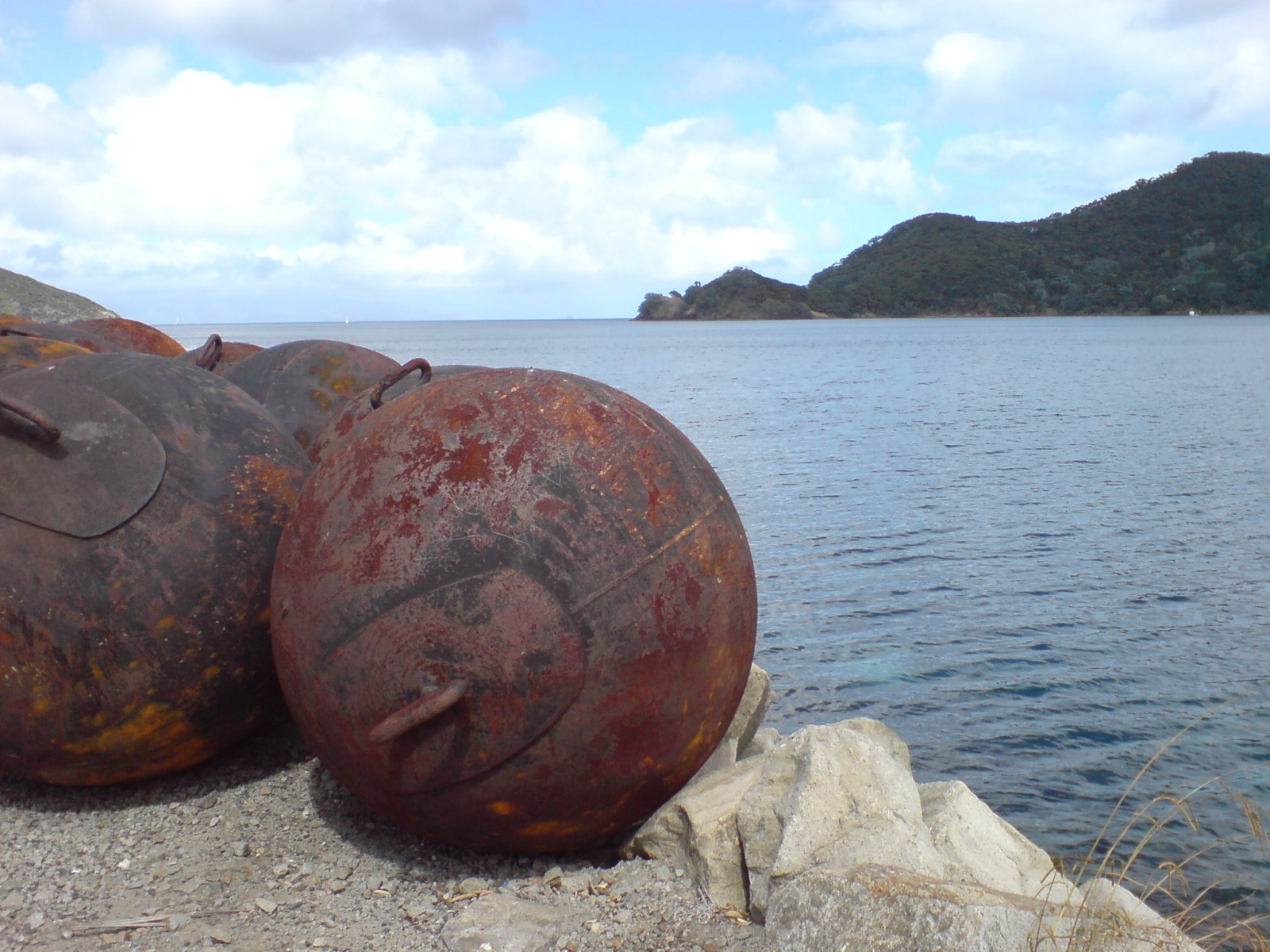
Oude ijzeren boeien, waarschijnlijk gebruikt voor het aanleggen.
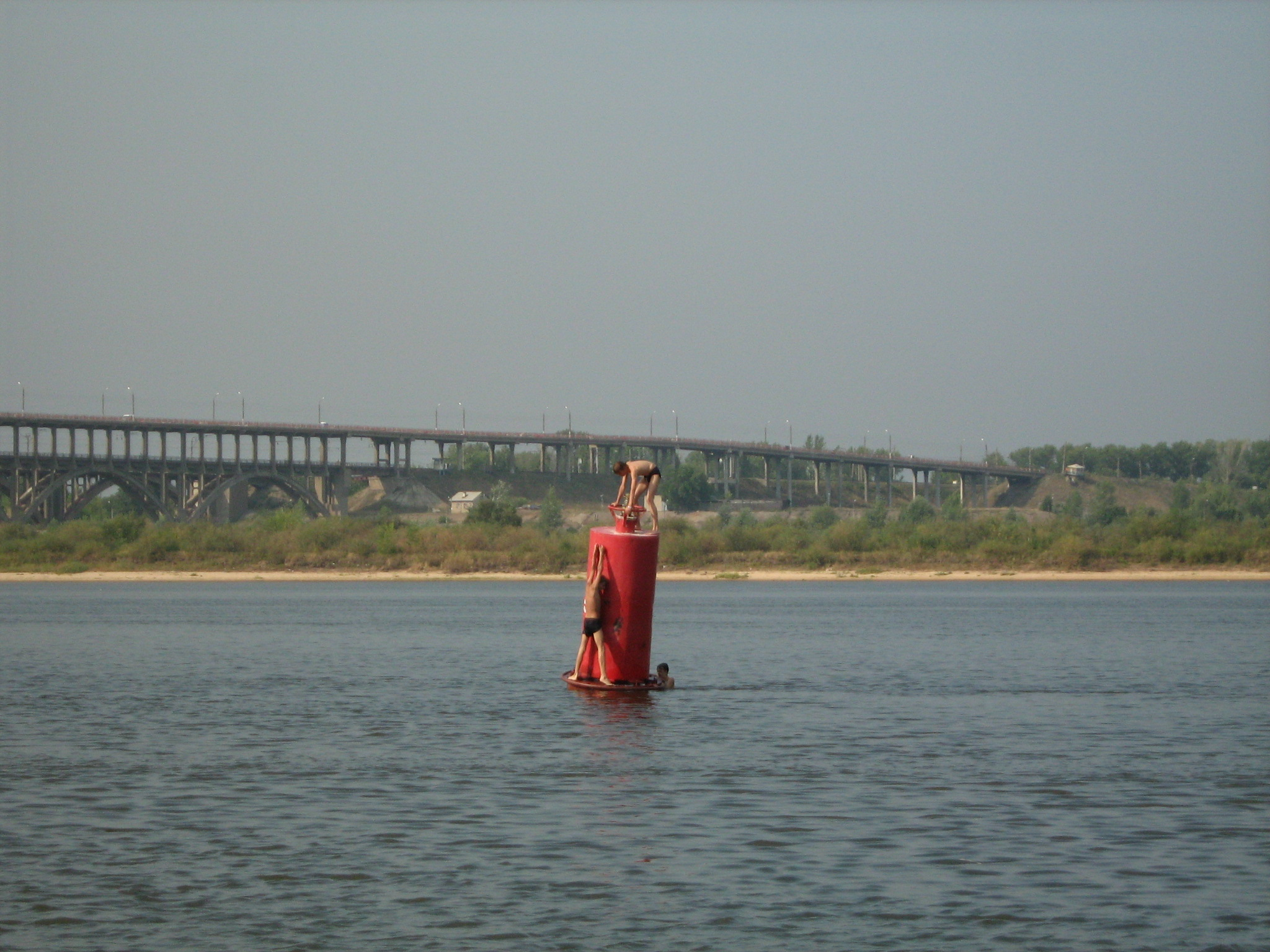
Spelende kinderen op een boei in de Volga
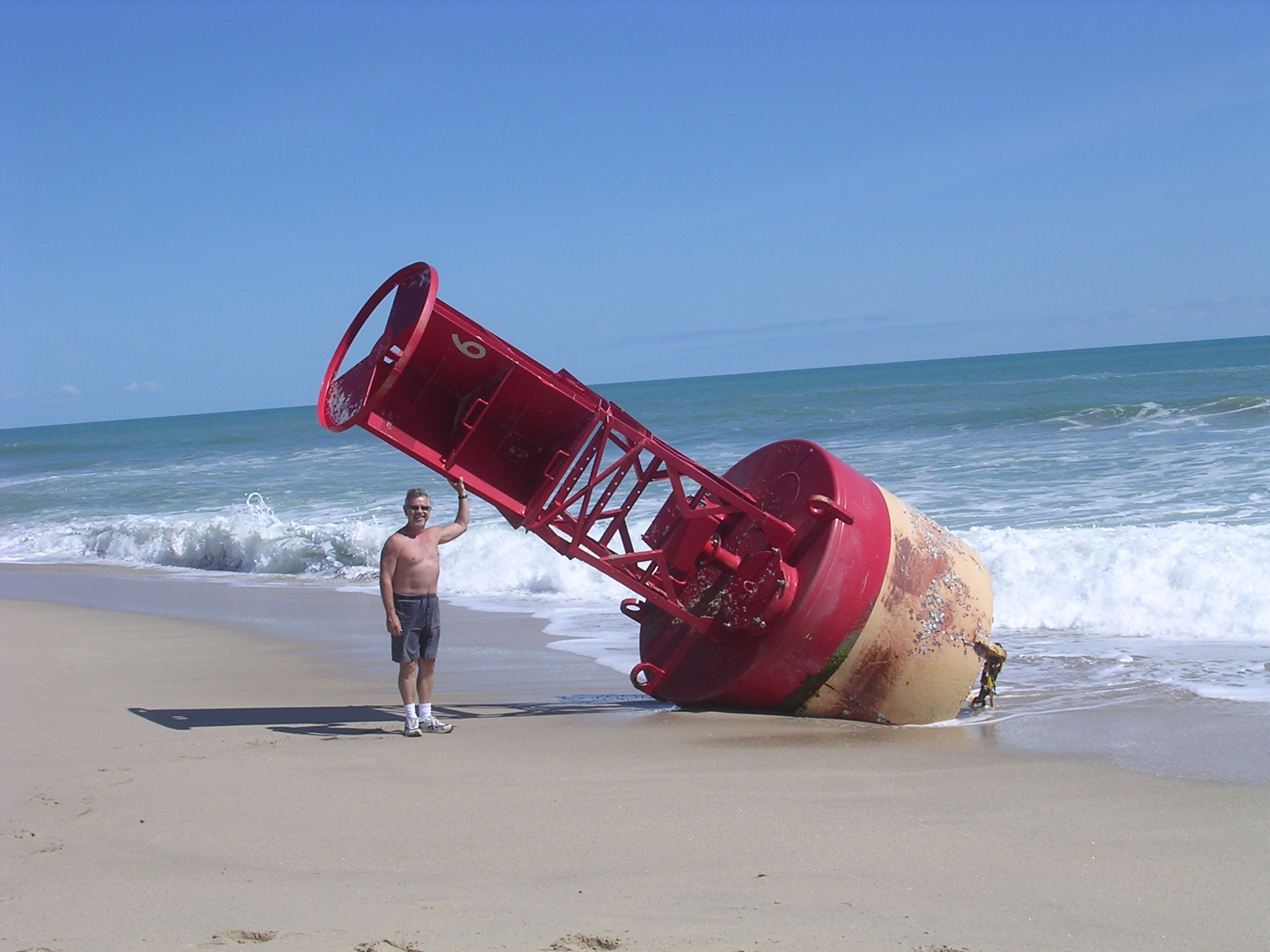
Een aangespoelde boei in het Sebastian Inlet State Park.
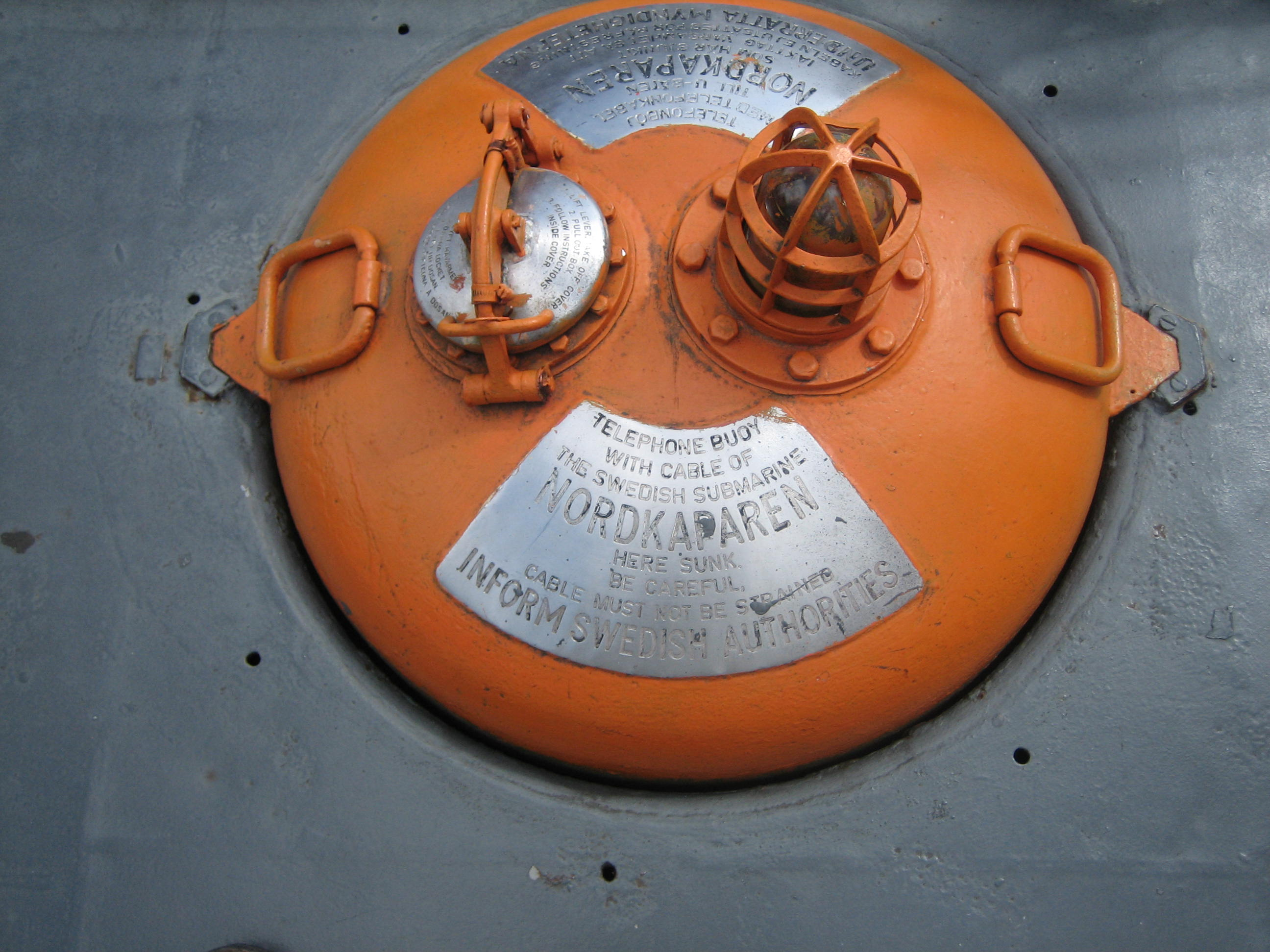
Noodcommunicatie boei van de Zweedse duikboot Nordkaparen
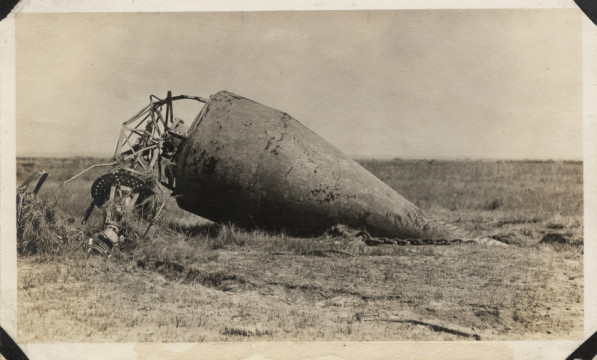
Een Gas buoy gestrand tijdends de 1915 Galveston orkaan, nabij Texas City, Texas
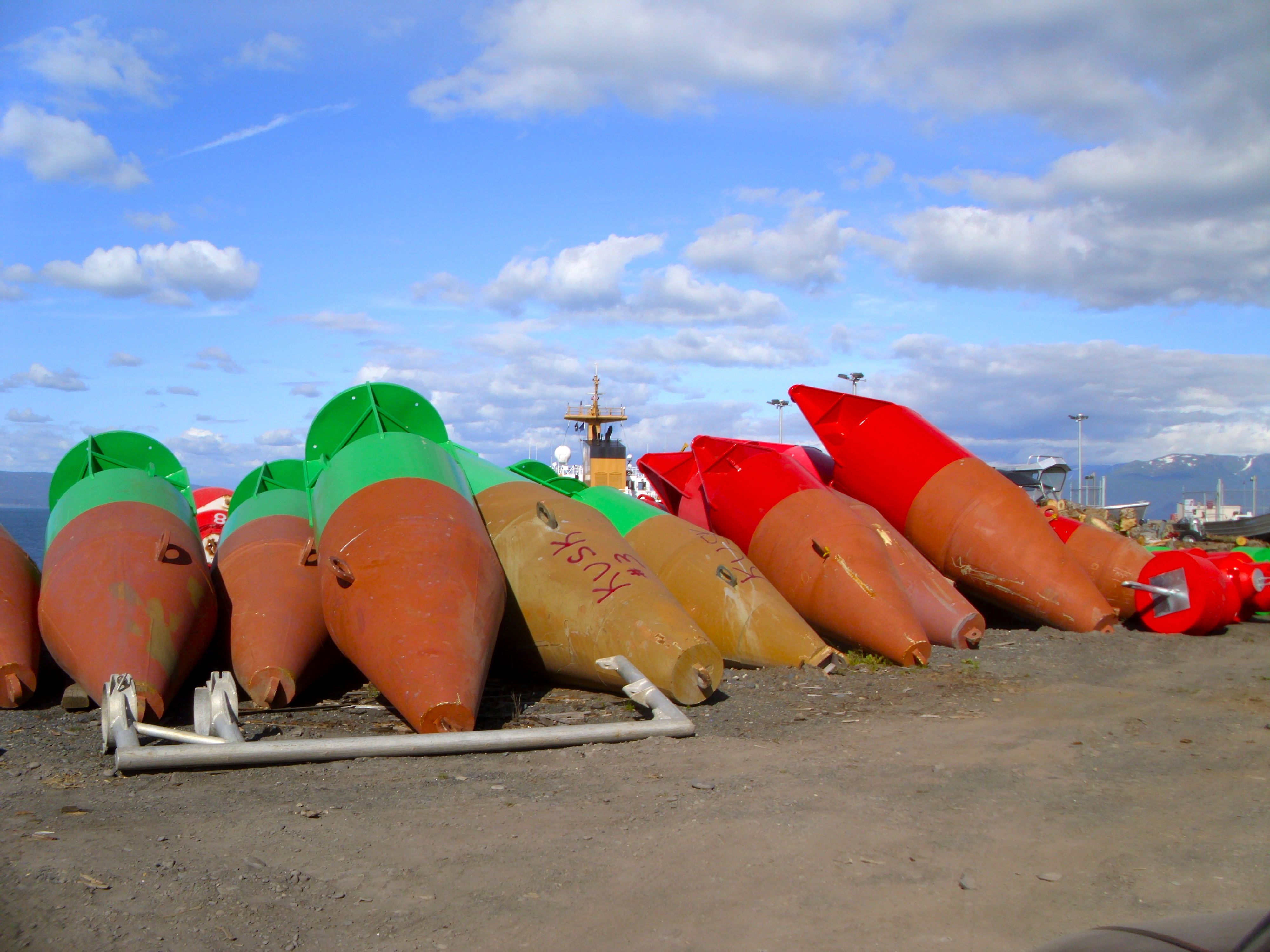
Boeien in een opslagplaats, Homer, Alaska